# Andrea Appiani
Andrea Appiani (Milão, 31 de Maio de 1754 – Milão, 8 de Novembro de 1817) foi um pintor e designer neoclássico italiano.
Pretendia seguir a profissão do pai, médico, porém, ao invés disso, entrou para a academia particular do pintor Carlo Maria Giudici (1723–1804). Ele recebeu aulas de desenho, cópia manual de esculturas e impressões. Estudou o pintor Rafael através das gravuras de Marcantonio Raimondi, bem como com o trabalho de Giulio, Anton Raphael Mengs, e através das impressões, as composições da Coluna de Trajano.
Posteriormente ele entrou para a turma de pintura em afresco de Antonio de Giorgi, (1720–93), que era encarregado da galeria de arte Ambrosina, de Milão, onde teve contato com os estudos da arte de Rafael através do famoso painel deste pintor, Escola de Atenas e pelos trabalhos dos seguidores de Da Vinci, especialmente Bernardino Luini.
Tendo frequentado também o estúdio de Martin Knoller, ele aprofundou seus conhecimentos em pintura a óleo e estudou anatomia no Ospedale Maggiore, em Milão com o escultor Gaetano Monti (1750–1847).
Em 1776, ele entrou para a Accademia di Belle Arti di Brera, para seguir seus estudos em pintura com  Giuliano Traballesi, de quem recebeu título de mestre na técnica de afresco.